# كونغرس باراغواي
الكونغرس في الباراغواي هو السلطة التشريعية في الباراغواي، يتكون من برلمان من مجلسين، مجلس الشيوخ 45 عضواً ومجلس النواب 80 عضواً، ويتم أنتخاب مجلسي الكونغرس بالتزامن مع الرائيس عن طريق نظام التمثيل النسبي ،ويتم ذلك على أساس الصعيد الوطني للباراغوي.

## وصلات خارجية
- http://www.senado.gov.py/ نسخة محفوظة 28 مارس 2013 على موقع واي باك مشين. Senate
- http://www.diputados.gov.py/ Chamber of Deputies